# Fallogocentrism
Fallogocentrism är en term som myntades av den franske filosofen Jacques Derrida för att beskriva det manliga (fallos) sättet att tala och berätta om tillvaron och historien. Fallogocentrism är en portmanteau, bildad av orden fallocentrism, det vill säga betoningen av det manliga könsorganet, och logocentrism, det vill säga uppfattningen att språket utgör ett förnuftigt uttryckssätt. Genom lanseringen av fallogocentrismen ville Derrida inom ramen för dekonstruktionen belysa och kritisera hur logocentrismen hade blivit könsbestämd av en maskulinistisk och patriarkal agenda.
Derrida utvecklar sitt resonemang kring fallogocentrism i La pharmacie de Platon (1968; Platons apotek).